# IMessage
iMessage è un servizio di messaggistica istantanea gratuito sviluppato da Apple Inc. per i sistemi operativi iOS, iPadOS, macOS e watchOS. Il sistema permette di inviare messaggi, foto, video, sticker, documenti ed altro tra più dispositivi, utilizzando il proprio collegamento ad Internet.

## Storia
iMessage è stato annunciato per la prima volta da Scott Forstall, durante la conferenza tenutasi al WWDC 2011 il 6 giugno 2011. Il servizio ha poi visto la luce con l'uscita di iOS 5, dove è stato integrato nell'applicazione Messaggi, la quale è apparsa così anche su iPad e iPod touch, oltre che su iPhone.
Il 16 febbraio 2012, in occasione della presentazione dell'anteprima di OS X Mountain Lion, Apple ha annunciato che iMessage sarebbe stato disponibile anche per computer Macintosh: la versione definitiva dell'applicazione Messaggi è infatti disponibile nel nuovo sistema operativo, mentre è disponibile per il download una versione Beta compatibile con OS X Lion.
Il 23 ottobre 2012, Tim Cook ha annunciato che gli utenti Apple avevano inviato 300 miliardi di messaggi con iMessage, circa 28.000 al secondo.
Il 14 dicembre 2012 Apple ha abbandonato il supporto per la versione Beta di Messaggi per OS X Lion.
Il 13 giugno 2016 è stata presentata la nuova versione di iMessage, insieme a iOS 10, macOS Sierra e watchOS 3. Essa è stata completamente ridisegnata e offre la possibilità di inviare sticker, il supporto ad applicazioni di terze parti, inviare messaggi Digital Touch e molto altro.

## Funzionalità
iMessage permette agli utenti di scambiarsi testo, foto, video, posizioni sulla mappa ed informazioni di contatti tra dispositivi con iOS 5 e Mac che montano Mountain Lion o hanno installato la versione Beta di Messaggi. Grazie alla sua integrazione nell'applicazione nativa per i messaggi, iMessage costituisce un'alternativa agli SMS ed agli MMS.
È possibile ricevere una notifica di lettura, se l'utente alla quale la si richiede l'ha abilitata, e viene sempre confermata l'avvenuta consegna del messaggio, tramite la scritta "Consegnato" che appare al di sotto dell'ultimo messaggio spedito. iMessage, inoltre, notificherà l'utente quando l'altra persona sta cominciando a digitare una risposta, mostrando tre pallini bianchi dentro un fumetto: al completamento della digitazione, questi pallini verranno sostituiti dal contenuto della risposta stessa.
iMessage, inoltre, supporta le conversazioni di gruppo tra più utenti ed invia messaggi criptati. Se un utente condivide più dispositivi, può passare da uno all'altro continuando la stessa conversazione iMessage.
Nonostante il servizio iMessage, in alcune configurazioni, richieda il numero di telefono, una volta attivato, il sistema funziona anche senza un collegamento telefonico, purché sia presente una rete Wi-Fi o una generica connessione ad Internet.

## Configurazione
iMessage è disponibile su qualsiasi dispositivo Apple con installato iOS 5 (o superiore) e su tutti i computer Mac, con sistema operativo Mountain Lion (Mac OSX 10.8).
Su iPhone, il servizio può essere configurato utilizzando il proprio numero di telefono e all'accensione di ogni nuovo dispositivo, viene chiesto all'utente, per default, se abilitare il servizio. È anche possibile utilizzare il proprio ID Apple per registrarsi e ricevere i messaggi contemporaneamente sull'indirizzo e-mail e sul numero di telefono. Gli utenti di iPhone possono distinguere quando stanno scrivendo un iMessage e quando stanno scrivendo un SMS, perché sia le nuvolette dei messaggi inviati, sia il pulsante "Invia" cambiano colore a seconda: il verde rappresenta gli SMS standard, mentre il blu indica gli iMessage.
Su iPad, iPod touch e Mac è possibile configurare il servizio utilizzando il proprio ID Apple, ma le funzionalità supportate rimangono comunque le stesse.

## Tecnologia
iMessage si basa sul protocollo XMPP, e quindi condivide lo stesso sistema utilizzato dalle Notifiche Push. In questo modo, dentro iOS, è stato costruito un sistema unificato per la ricezione di notifiche, messaggi e chiamate via FaceTime, senza la necessità di mantenere connessioni a più sistemi di messaggistica istantanea e sostituendosi così ai normali SMS.